# Кибартский район
Кибартский район (лит. Kybartų rajonas) — административно-территориальная единица в составе Литовской ССР, существовавшая в 1950—1959 годах. Центр — город Кибартай.
Кибартский район был образован в составе Каунасской области Литовской ССР 20 июня 1950 года. В его состав вошли 2 сельсовета Калварийского уезда и 17 сельсоветов Вилкавишкского уезда.
28 мая 1953 года в связи с ликвидацией Каунасской области Кибартский район перешёл в прямое подчинение Литовской ССР.
7 декабря 1959 года Кибартский район был упразднён, а его территория разделена между Калварийским (3 сельсовета) и Вилкавишкским (2 города и 7 сельсоветов) районами.